# Nefrectomia
Nefrectomia é a remoção cirúrgica de um rim ou até dos dois rins.

## Indicações
Existem diversas indicações para este procedimento, como o carcinoma de célula renal, um rim não-funcional (que pode causar hipertensão arterial sistêmica), um rim pequeno congênito (quando o rim está inchado, causando pressão nos nervos, podendo gerar dor nas costas) e rim policístico ( os rins crescem e chegam a pesar 6/7 kg. )
A nefrectomia também é realizada quando alguém vai doar um rim para transplante renal.

## Procedimento
A cirurgia é realizada com o paciente sob anestesia geral. O cirurgião faz uma incisão no lado do abdômen para atingir o rim. Dependendo das circunstâncias, a incisão também pode ser feita na linha média. O ureter e vasos sanguíneos são desconectados, e então o rim é removido.
A cirurgia pode ser feita como cirurgia aberta, com uma incisão, ou através de procedimento laparoscópico, com três ou quatro pequenos cortes na região abdominal e no flanco.
Recentemente esse procedimento tem sido realizado através de uma pequena incisão no umbigo do paciente.
È realizada em centro cirúrgico.

## Cuidados pós-cirurgia
É administrada ao paciente medicação intra-venosa para dor após a cirurgia. O balanço de eletrólitos e fluidos é monitorado cuidadosamente, porque estas são as funções dos rins. O paciente deve permanecer no hospital entre 2 e 7 dias, dependendo do procedimento realizado e das possíveis complicações.